# Nådendals stadshus
Nådendals stadshus (finska: Naantalin kaupungintalo) är ett stadshus i Nådendal i Finland. Stadshuset som stod färdigt 1993 är beläget i stadsdelen Kantakaupunki i Nådendals centrum i Egentliga Finland.

## Arkitektur
Nådendals stad anordnade en arkitekturtävling om det nya stadshuset mellan år 1989–1990. Arkitekten Ilkka Svärd vann tävlingen med förslaget Kellopeli Appelsiini (svenska: Klockspel Apelsin). Arkitekt var, förutom Ilkka Svärd, Pia Sopanen. Huset byggdes av Hartela-yhtiöt Oy. Nådendals stadshus färdigställdes 1993 när Nådendals stad firade 550-årsjubileum. Huset invigdes av inrikesminister Mauri Pekkarinen. Det finns en bastu och representationsutrymmen i femte våningen.
Det gamla stadshuset var beläget i denna byggnad, där Nådendals stadsbibliotek nu finns.